# Velutinodorcus
Velutinodorcus es un género de coleóptero de la familia Lucanidae.

## Especies
Las especies de este género son:
- Velutinodorcus carinulatus
- Velutinodorcus japonicus
- Velutinodorcus tricuspis
  - Velutinodorcus tricuspis mineti
  - Velutinodorcus tricuspis tricuspis
- Velutinodorcus ursulus
- Velutinodorcus velutinus